# Thomas Hockey
Pour les articles homonymes, voir Hockey.
Thomas Arnold Hockey est un astronome américain, connu pour avoir édité les deux premières éditions de la Biographical Encyclopedia of Astronomers.

## Biographie
Hockey a obtenu son doctorat en études interdisciplinaires (Astronomie, Histoire et Philosophie) en 1988 de l'université d'État du Nouveau-Mexique. 
Il est professeur d'astronomie à l'université du Nord de l'Iowa. Il a été secrétaire de la division d'astronomie historique de l'American astronomical society.

## Travaux
Ses recherches portent sur l'histoire de l'astronomie planétaire, à la lumière de la quête moderne pour des planètes en orbite autour d'autres étoiles, sur les éclipses solaires, les comètes et l'archéoastronomie.
Il est essentiellement connu pour avoir édité les deux premières éditions de la Biographical Encyclopedia of Astronomers, pour laquelle il a reçu en 2017 le prix du livre Donald E. Osterbrock.
Il a toutefois lancé un appel pour un successeur en vue de la troisième édition.

## Publications
- Galileo's planet - observing Jupiter before photography, XVII-217 p. Édition : Bristol ; Philadelphia : Institute of physics publ. , 1999.
- Biographical Encyclopedia of Astronomers, 1e éd 2007, 2e éd 2014.
- The book of the moon, 1986.
- The comet Hale-Bopp book : guide to an awe-inspiring visitor from deep space, Shrewsbury, MA : ATL Press , 1996
- A historical interpretation of the study of the visible cloud morphology on the planet Jupiter, 1610-1878, 1988.
- How we see the sky : a naked-eye tour of day & night, University of Chicago Press , 2011.
- Comets in the 21st century : a personal guide to experiencing the next great comet! avec Daniel C. Boice ; San Rafael, CA : Morgan & Claypool Publishers , 2019.